# Das Spiel von Liebe und Zufall
Das Spiel von Liebe und Zufall (französisch Le Jeu de l'amour et du hasard, 1730) ist eine Komödie in drei Akten von Pierre Carlet de Marivaux.

## Personen
- Monsieur Orgon
- Mario, sein Sohn
- Silvia, seine Tochter
- Dorante
- Lisette, Kammerzofe der Silvia
- Arlequin, Diener des Dorante

Das Stück spielt in Paris.

## Inhalt
Silvia soll von ihrem Vater Orgon an Dorante verheiratet werden. Von vornherein der Ehe gegenüber skeptisch eingestellt, bittet Silvia ihren Vater, Dorante zuvor unerkannt prüfen zu dürfen. Zu diesem Zweck will sie die Rolle mit ihrer Zofe Lisette tauschen. Amüsiert gewährt Orgon ihr diese Gunst, weiß er doch, dass Dorante zufällig auf die gleiche Idee gekommen ist und die Identität mit der seines Dieners Arlequin vertauscht hat. So entfaltet sich ein turbulentes Verwechslungsspiel, das von Silvias Bruder Mario – von seinem Vater in die ganze Sache eingeweiht – noch kräftig geschürt wird.
Die beiden Bediensteten in den Kleidern ihrer Herrschaft sind einander sofort zugetan, es schmerzt sie nur ein wenig, schließlich doch eingestehen zu müssen, dass sie nur Dienstboten sind. Silvia und Dorante verlieben sich ebenfalls augenblicklich ineinander, doch steht der angenommene Standesunterschied ihrer Liebe quälend im Wege. Als Dorante endlich gesteht, wer er wirklich ist, um Arlequin von einer Heirat mit der vermeintlichen Herrin des Hauses abzuhalten, gibt Silvia ihr Geheimnis nicht sofort preis. Sie will, dass Dorante bereit ist, sie auch als Zofe zu heiraten. Er ist es von ganzem Herzen – und so ist der glückliche Ausgang des Spiels gesichert.

## Film, Musical (Auswahl)
Auf Basis des Theaterstückes basieren folgende Filme:
- 1940: Monsieur Hector, Spielfilm, Regie: Maurice Cammage
- 1967: Das Spiel von Liebe und Zufall, Regie: Hans-Reinhard Müller; Fernsehfilm des Bayerischen Rundfunks[1]
- 2013: Das Spiel von Liebe und Zufall, Regie: Valérie Donzelli; Französische Verfilmung mit dem Ensemble der Comédie-Française[2]

1997 inszenierte Michael Mayer am Broadway das Musical „Triumph of Love“, das auf dem Stück von Marivaux basiert. Die Musik komponierte Jeffrey Stock.